# 자이언트벌거숭이꼬리쥐
자이언트벌거숭이꼬리쥐(Uromys anak)는 쥐과에 속하는 설치류의 일종이다. 인도네시아 서파푸아에서 발견된다. 열대 숲과 습지, 훼손된 삼림 속에서 서식한다.

## 특징
머리부터 몸까지 길이는 20~34cm이고, 꼬리는 약 23~38cm이다. 몸무게는 350~1020g이다. 털은 일반적으로 짧고 거칠며, 회색부터 갈색과 검은색의 다양한 색조까지 다양한 색을 띤다. 하체는 희거나 회색이다. 꼬리 길이가 몸길이 보다 길고, 균일한 검은색을 띤다. 몸과 가까운 부분은 붉은 털로 무성하게 덮여 있다.